# Барон Россмор

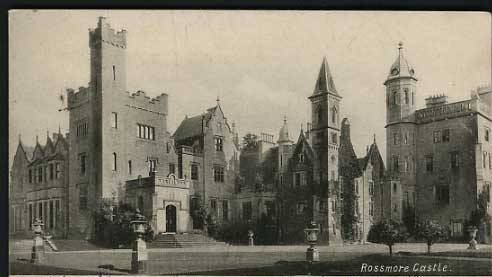
Замок Россмор — резиденція баронів Россмор.

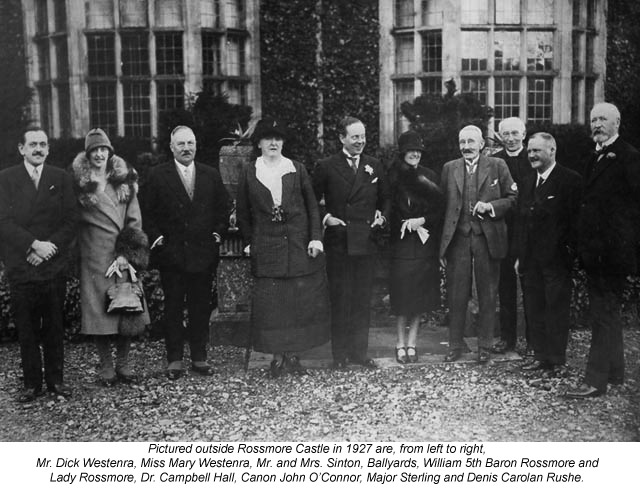
Зліва направо: Містер і місіс Дік Вестенра, містер і місіс Мейнард Сінтон, лорд і леді Россмор, доктор Кемпбелл Хол, канонік О'Коннор, майор Стерлінг і Деніс Раше в замку Россмор, 1927 рік.

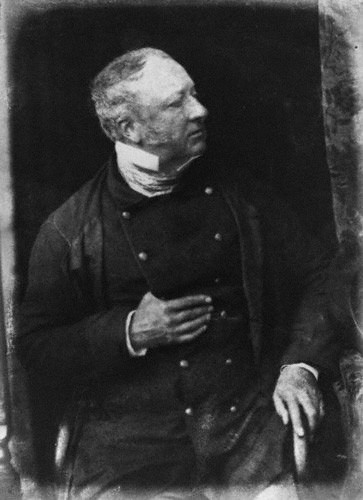
Генрі Роберт Вестенра — ІІІ барон Россмор.

Барон Россмор (англ. — Baron Rossmore) — аристократичний титул у перстві Ірландії.

## Історія баронів Россмор
Барони Россмор володіли землями в графстві Монаган (Ірландія). Титул барон Россмор був створений в перстві Ірландії в 1796 році для військового діяча Роберта Канінгема, для його дружини Елізабет та його родичів — Генрі Олександра Джонса, Теофіла Джонса, Енн Мюррей, його старшої сестри Єлизавети, Вільяма Ворнера (як спадкоємців). Генрі Олександр Джонс помер бездітним раніше свого дядька лорда Россмор. Роберт Канінгем був головнокомандувачем британських військ в Ірландії. З 3 січня по серпень 1801 року він був депутатом в Палаті Лордів Парламенту Об'єднаного Королівства Великої Британії та Ірландії як представник Ірландії.
Лорд Роберт Россмор помер бездітним і титул барона Россмор успадкував його племінник Ворнера Вільям Вестенра, що став ІІ бароном Россмор. Він теж став депутатом парламенту — палати громад від графства Монаган. Потім він отримав посаду лорд-лейтенанта графства Монаган і володів нею в 1831—1842 роках. У 1838 році він отримав титул барона Россмор з графства Монаган в перстві Об'єднаного Королівства. Це дало йому автоматично місце депутата Палати Лордів парламенту. Його старший син Роберт Вестенра успадкував титул і став III бароном Россмор. Він теж став депутатом парламенту і представляв Монаган, володів посадою лорд-лейтенанта графства Монаган у 1843—1852 роках. Його молодший син Генрі успадкував титул і став V бароном Россмор — він успадкував титул від свого старшого неодруженого брата. Він теж отримав посаду лорд-лейтенанта графства Монаган у 1897—1921 роках.
На сьогодні титулом володіє його правнук, що став VIII бароном Россмор, що отримав титул у спадок від свого батька в 2021 році.
Родина Вестенра має голландське походження. Ворнер Вестенра (помер в 1676 році) емігрував в Ірландію, жив в Дубліні і став підданим королівства Ірландія, яке тоді вважалося окремим королівством, хоч його королем був король Англії.
Історичною резиденцією баронів Россмор був замок Россмор, що в графстві Монаган. Ще однією резиденцією був Россмор-Парк, що біля Монагана.
Ворнер Вестенра — дід ІІ барона Россмор представляв Меріборо в парламенті Ірландії. Генрі Вестерн — батько ІІ барона Россмор представляв графство Монаган в парламенті Ірландії. Ясновельможний Джон Вестенра — третій син ІІ барона Россмор був депутатом парламенту і представляв округу Кінгс.

## Барони Россмор (1796)
- Роберт Канінгем (1726—1801) — І барон Россмор
- Ворнер Вільям Вестенра (1765—1842) — ІІ барон Россмор
- Генрі Роберт Вестенра (1792—1860) — ІІІ барон Россмор
- Генрі Кернс Вестенра (1851—1874) — IV барон Россмор
- Деррік Уорнер Вільям Вестенра (1853—1921) — V барон Россмор
- Вільям Вестенра (1892—1958) — VI барон Россмор
- Вільям Ворнер Вестенра (1931—2021) — VII барон Россмор
- Бенедикт Вільям Вестенра (1983 р. н.) — VIII барон Россмор

Наразі спадкоємця титулу немає.